# Supercell (밴드)
supercell(슈퍼셀)은 작곡가 ryo를 중심으로 일러스트레이터나 디자이너가 모인 크리에이터 집단이다. 멤버 중엔 보컬은 없고, supercell 명의로 발표하는 악곡은 첫 번째 앨범은 음성 합성 소프트 하츠네 미쿠를 보컬에 이용, 두 번째 앨범부터의 악곡은 nagi를, 세 번째 앨범은 코에다를 게스트 보컬로 맞이하고 있다. 소속 연예 기획사는 인크스 토엔터. 소속 레코드 레이블은 Sony Records 및 SOULTAG·GT music와 소니 뮤직 엔터테인먼트 계열의 레이블에 동시 재적.

## 데뷔
2007년 12월 7일, ryo가 동영상 공유 사이트 니코니코 동화에 “하츠네 미쿠”를 사용한 오리지널 곡 〈멜트〉를 투고했다. 이 동영상은 600만회 이상 재생되어 대 히트작이 되었지만, 그 영상에는 119(히케시)가 그린 일러스트가 무단 사용되고 있었다. 그것을 시청자로부터 지적받은 ryo는 119에게 사과 메일을 보냈고, 〈멜트〉가 마음에 들었던 119와 의기투합해 같이 활동을 시작한다. 이것을 계기로, 119와 친분이 있던 일러스트레이터들이 속속 슈퍼셀에 가입했고, 메이저 데뷔 시점에서 총 11명의 그룹이 되었다. 현재 119는 건강 문제로 슈퍼셀을 탈퇴하고 활동을 중단한 상태이다.
니코니코 동화에 곡을 투고했던 것은 ryo가 니코니코 동화를 좋아했고, 반응을 기대할 수 있어서라는 단순한 이유에서였고, 보컬로 "하츠네 미쿠"를 사용하고 있는 것도 알고 지내는 가수가 없었고, 니코니코 동화에서 하츠네 미쿠가 유행이었었던 데다가, 하츠네 미쿠를 잘 알던 친구들에게 소개받아서라는 단순한 이유라서 "별로 하츠네 미쿠가 중요한 것은 아니다"라고 ryo는 이야기한다. 또한 멤버의 대부분은 〈멜트〉가 히트를 치기 전까지 하츠네 미쿠의 존재를 몰랐다고 한다.
그 후에도 2008년 2월 22일에 〈사랑은 전쟁〉, 5월 31일에 〈월드 이즈 마인〉, 6월 13일에 〈블랙★록 슈터〉가 니코니코 동화에 투고되어, 모두 재생수 100만을 넘기는 히트를 기록했고, 같은 해 〈코믹 마켓74〉에서는 이 히트곡들을 수록한 자체 제작 앨범 《supercell》을 발매해 큰 호평을 받으며 완매했다.
이것을 소니뮤직엔터테인먼트에서 받아 메이저 데뷔 앨범 《supercell》을 발매하게 되었지만, 앨범의 발매가 결정되기 전까지는 우여곡절이 있었다. 우선, 업계에서 「하츠네 미쿠」라는 이름은 간신히 알고 있어도, VOCALOID와 《니코니코 동화》의 문화를 좋아하는 사람이 없었던 데다가, ryo는 "실제 그런 거겠지 같은 생각은 하고 있었지만, 그런 걸 직접 겪는다는 건 뭐랄까 틀려, 라고 우습게 생각했다" 라고 한다. 그런 도중 "잘 모르겠지만 이해하자, 존중해주자" 라고 말하는 스탭을 만나, 그 사람들이 그대로 메이저 데뷔 앨범의 발매 담당자가 되었다. "JASRAC에 등록하지 않는다" "모든 음원을 리믹스한다"는 ryo의 요청을 일일이 받아들인 것도 담당자의 노력 덕분 이라고 ryo는 이야기한다.

## 보컬
첫 번째 앨범 "Supercell"까지는 음성 합성 소프트웨어 하츠네 미쿠를 보컬로 사용했다.
이후 첫 번째 싱글 "네가 모르는 이야기"부터 두 번째 앨범 "Today Is A Beautiful Day"까지는 니코니코 동화에서 활동하던 여성 우타이테 "가젤"이 nagi의 이름으로 게스트 보컬에 참여하였다.
두 번째 앨범 이후의 보컬은 2011년 5월부터 약 2000명의 지원자를 대상으로 진행된 오디션을 통해 최종으로 코에다(こゑだ)를 선발하였다. 또한 같은 오디션을 통해 선발한 chelly를 TV애니메이션 "길티 크라운"의 극중 밴드 'EGOIST'의 보컬로 기용하고 있다.

## 작풍
ryo는 작사하는 데 있어서 “다듬지 않는다” “처음에 떠올랐던 안을 그대로 사용한다”는 것이 마음에 걸린다고 말한다. 또한 그는 애초에 사람이 부를 것을 가정하고 가사를 쓰지 않는다. 이것은 “사람이 부르게 되면, ‘부끄럽다’, ‘좀 더 표현을 생각해 보자’라는 불필요한 꾸밈이 들어가 버린다” 라는 이유로, ryo는“기계에게 부르게 하기 때문에, 자칫하면 부끄러워질 수 있는 가사를 주저없이 쓸 수 있다”라고 이야기한다.
니코니코 동화에서는 투고된 악곡을 다른 사람이 부르는, 이른바 「노래해 보았다」라고 불리는 동영상도 다수 있어, supercell의 악곡에도 많은 파생 동영상이 존재한다. 이것에 대해서는 「영리 목적이 아니라면, 뭐든지 사용하란 것이 supercell의 정직한 기분」 「그렇게 여러 가지 사용할 수 있는 것이 크리에이터로서의 명예」라며 딱히 제약을 마련하지 않았다.

## 멤버
멤버는 ryo를 중심으로 다수의 일러스트레이터와 연주자, 총 11명으로 구성되어 있다. 보컬은 게스트이기 때문에 멤버에 포함되지 않는다.
- ryo - 작사, 작곡, 제작
- 미와 시로(三輪士郎) - 일러스트
- huke - 일러스트
- redjuice - 일러스트, 디자인
- 스가 - 일러스트
- 마크 - 일러스트, 동영상
- wooserdesign - 디자인
- 헤이8로 - 서포트
- guitar - 서포트
- crow - 서포트
- golv - 서포트

## 음반 목록

### 싱글
| 매  | 발매일           | 타이틀                                                               | 보컬   | 최고위 | 규격품번  | 규격품번                          |
| 매  | 발매일           | 타이틀                                                               | 보컬   | 최고위 | 통상반    | 한정반                            |
| --- | ---------------- | -------------------------------------------------------------------- | ------ | ------ | --------- | --------------------------------- |
| 1st | 2009년 8월 12일  | 네가 모르는 이야기(君の知らない物語)                                 | nagi   | 5위    | SRCL-7081 | SRCL-7079/80                      |
| 2nd | 2010년 2월 10일  | 안녕 메모리즈(さよならメモリーズ)                                    | nagi   | 7위    | SRCL-7203 | SRCL-7201/02                      |
| 3rd | 2010년 8월 25일  | 물거품 불꽃/별이 반짝이는 이런 밤에(うたかた花火/星が瞬くこんな夜に) | nagi   | 9위    | SRCL-7333 | SRCL-7331/32                      |
| 4th | 2011년 11월 23일 | My Dearest                                                           | 코에다 | 10위   | SRCL-7795 | SRCL-7793/94                      |
| 5th | 2012년 3월 7일   | 고백/우리들의 발자국(告白 / 僕らのあしあと)                          | 코에다 | 8위    | SRCL-7885 | SRCL-7881/82                      |
| 5th | 2012년 3월 7일   | 우리들의 발자국/고백                                                 | 코에다 | 8위    | SRCL-7886 | SRCL-7883/84                      |
| 6th | 2012년 12월 19일 | 은색 비행선(銀色飛行船)                                              | 코에다 | 11위   | SRCL-8194 | SRCL-8190/91 (A) SRCL-8192/93 (B) |
| 7th | 2013년 3월 13일  | The Bravery                                                          | 코에다 | 11위   | SRCL-8245 | SRCL-8241/42 (A) SRCL-8243/44 (B) |
| 8th | 2013년 6월 12일  | 박수갈채가합(拍手喝采歌合)                                           | 코에다 | 9위    | SRCL-8284 | SRCL-8280/81 (A) SRCL-8282/83 (B) |

### 앨범
| 매  | 발매일           | 타이틀                   | 보컬        | 최고위 | 규격품번     | 규격품번                            |
| 매  | 발매일           | 타이틀                   | 보컬        | 최고위 | 통상반       | 한정반                              |
| --- | ---------------- | ------------------------ | ----------- | ------ | ------------ | ----------------------------------- |
| 1st | 2009년 3월 4일   | supercell                | 하츠네 미쿠 | 4위    | MHCL-1496/97 | MHCL-1493〜95                       |
| 2nd | 2011년 3월 16일  | Today Is A Beautiful Day | nagi        | 3위    | SRCL-7488    | SRCL-7486/87                        |
| 3rd | 2013년 11월 27일 | ZIGAEXPERIENTIA          | 코에다      | 7위    | SRCL-8416    | SRCL-8410〜12 (A) SRCL-8413〜15 (B) |

### ryo 명의

#### 스플릿 싱글
| 발매일          | 타이틀                                                                              | 보컬        | 최고위 | 규격품번     | 규격품번                            |
| 발매일          | 타이틀                                                                              | 보컬        | 최고위 | 통상반       | 한정반                              |
| --------------- | ----------------------------------------------------------------------------------- | ----------- | ------ | ------------ | ----------------------------------- |
| 2010년 7월 14일 | 여길 봐 Baby/Yellow(こっち向いて Baby/Yellow)                                       | 하츠네 미쿠 | 9위    | MHCL-1780/81 | MHCL-1777〜79                       |
| 2011년 8월 31일 | 적란운 그라피티/Fallin' Fallin' Fallin'(積乱雲グラフィティ/Fallin' Fallin' Fallin') | 하츠네 미쿠 | 19위   | MHCL-1957    |                                     |
| 2012년 8월 29일 | ODDS&ENDS/Sky of Beginning                                                          | 하츠네 미쿠 | 14위   | MHCL-2133    | MHCL-2127〜29 (A) MHCL-2130〜32 (B) |

### 자주 제작

#### 싱글
| 발매일           | 타이틀                                 | 보컬        |
| ---------------- | -------------------------------------- | ----------- |
| 2008년 8월 16일  | 멜트(メルト)                           | 하츠네 미쿠 |
| 2008년 12월 29일 | 첫사랑이 끝날 때(初めての恋が終わる時) | 하츠네 미쿠 |

#### 앨범
| 발매일          | 타이틀    | 보컬        |
| --------------- | --------- | ----------- |
| 2008년 8월 16일 | supercell | 하츠네 미쿠 |

## 프로듀스 아티스트[주 3]

### EGOIST

#### 싱글
| 매  | 발매일           | 타이틀                                                                          | 규격품번     | 규격품번  | 최고위 |
| 매  | 발매일           | 타이틀                                                                          | 초회한정반   | 통상반    | 최고위 |
| --- | ---------------- | ------------------------------------------------------------------------------- | ------------ | --------- | ------ |
| 1st | 2011년 11월 30일 | Departures ~당신에게 보내는 사랑의 노래~(Departures 〜あなたにおくるアイの歌〜) | SVWC-7796    | SVWC-7798 | 8위    |
| 2nd | 2012년 3월 7일   | The Everlasting Guilty Crown                                                    | SVWC-7832    | SVWC-7834 | 7위    |
| 3rd | 2012년 12월 5일  | 이름 없는 괴물(名前のない怪物)                                                  | SRCL-8147    | SRCL-8149 | 6위    |
| 4th | 2013년 3월 6일   | All Alone With You                                                              | SRCL-8238/39 | SRCL-8240 | 6위    |

#### 앨범
| 매  | 발매일          | 타이틀                                | 규격품번    | 규격품번  | 최고위 |
| 매  | 발매일          | 타이틀                                | 초회한정반  | 통상반    | 최고위 |
| --- | --------------- | ------------------------------------- | ----------- | --------- | ------ |
| 1st | 2012년 9월 19일 | Extra terrestrial Biological Entities | SRCL-8091/2 | SRCL-8093 | 9위    |

#### 디지털 싱글
|     | 발매일          | 타이틀                               |
| --- | --------------- | ------------------------------------ |
| 1st | 2013년 11월 6일 | 좋아한다고 들은 날(好きと言われた日) |

### Tia

#### 싱글
| 매  | 발매일           | 타이틀                            | 규격품번     | 규격품번   | 최고위 |
| 매  | 발매일           | 타이틀                            | 초회한정반   | 통상반     | 최고위 |
| --- | ---------------- | --------------------------------- | ------------ | ---------- | ------ |
| 1st | 2012년 12월 19일 | 러브 미 김미(ラブミーギミー)      | SVWC-7917/8  | SVWC-7919  | 21위   |
| 2nd | 2014년 3월 12일  | 하트 리얼라이즈(ハートリアライズ) | AVCA-74234/B | AVCA-74235 | -위    |

## 악곡 제공 아티스트[주 4]
- 나카가와 쇼코
  - 「오전 6시(午前六時)」(작사, 작곡, 편곡)(「눈물의 씨, 웃음의 꽃」, 소니 뮤직 레코드, 2009년 4월 29일 발매)
- 랩비트
  - 「내일로(アシタへ)」(작곡, 편곡)(「RAP BLEND」, (도왕고 뮤직 엔터테인먼트, 2011년 6월 1일 발매)
- clear
  - 「내일로」(작곡, 편곡)(「DearestⅡ」, 도왕고 뮤직 엔터테인먼트, 2011년 7월 20일 발매)
- KOTOKO
  - 「Light My Fire」(작사, 작곡, 편곡)(「Light My Fire」, 워너 홈 비디오, 2011년 11월 16일 발매)
    - TV애니메이션 「작안의 샤나 III-FINAL-」전기 오프닝 테마.
- ClariS
  - 「비밀 이야기(ナイショの話)」(작사, 작곡, 공동 편곡)(「비밀 이야기」, SME Records, 2012년 2월 1일 발매)
    - TV애니메이션 「가짜 이야기」의 엔딩 테마.

## 관련 작품
- 「블랙★록 슈터」
  - VOCALOID 악곡을 바탕으로 한 애니메이션 작품. OVA로 릴리스 된 후, 텔레비전 애니메이션로 방송되었다. OVA에서는 ryo 명의로 엔딩 테마 「Braveheart」를 제공(노래: THE GOMBAND).
- 「니코니코 동화 셀렉션 ~재능의 낭비~」( 도왕고 에이지 엔터테인먼트, 2009년 7월 1일 발매)
  - 니코니코 동화의 인기 악곡을 수록한 컴필레이션 앨범. 「블랙★락 슈터」를 제공.
- 「하츠네 미쿠 베스트~memories~」(소니 뮤직 다이렉트, 2009년 8월 26일 발매)
  - 하츠네 미쿠 발매 2주년을 기념한 베스트 앨범. 「멜트」, 「월드 이즈 마인」을 제공.
- 「하츠네 미쿠 베스트~impacts~」(도왕고 에이지 엔터테인먼트, 2009년 8월 26일 발매)
  - 하츠네 미쿠 발매 2주년을 기념한 베스트 앨범. 「블랙★록 슈터」, 「사랑은 전쟁」을 제공.
- 「하츠네 미쿠 DVD~memories~」(소니 뮤직 다이렉트, 2010년 2월 10일 발매)
  - 하츠네 미쿠 관련 작품의 PV집 。 「월드 이즈 마인」 「블랙★록 슈터」를 제공.
- 「하츠네 미쿠 DVD~impacts~」(도왕고 뮤직 엔터테인먼트, 2010년 2월 10일 발매)
  - 하츠네 미쿠 관련 작품의 PV집. 「사랑은 전쟁」을 제공.
- 「하츠네 미쿠 Project DIVA- 2nd NONSTOP MIX COLLECTION」(소니 뮤직 다이렉트, 2010년 7월 28일 발매)
  - 플레이스테이션 포터블 게임 소프트 「하츠네 미쿠 Project DIVA- 2nd」의 공식 컨필레이션 앨범. 게임에 제공한 「여길 봐 Baby」 「멜트」 「첫사랑이 끝날 때」를 수록.
- 「VOCALOID BEST from 니코니코 동화(빨강)」(소니 뮤직 다이렉트, 2011년 6월 22일 발매)
  - 니코니코 동화로 VOCALOID를 이용해 발표된 곡을 모은 베스트 앨범. 「월드 이즈 마인」, 「여길 봐 Baby」, 「멜트」를 제공.
- 「VOCALOID BEST from 니코니코 동화(파랑)」(도왕고 뮤직 엔터테인먼트, 2011년 6월 22일 발매)
  - 니코니코 동화로 VOCALOID를 이용해 발표된 곡을 모은 베스트 앨범. 「블랙★록 슈터」를 제공.
- 「하츠네 미쿠 Project DIVA- extend Complete Collection 」(소니 뮤직 다이렉트, 2011년 11월 9일 발매)
  - 게임 소프트 「하츠네 미쿠 Project DIVA- extend」의 공식 컨필레이션 앨범. 게임에 제공한 「여길 봐 Baby」, 「적란운 그러피티」를 수록.

## 타이업
| 곡명                    | 정체                                                   | 보컬        |
| ----------------------- | ------------------------------------------------------ | ----------- |
| 블랙★록 슈터            | TV애니메이션 「블랙★록 슈터」오프닝 테마               | 하츠네 미쿠 |
| 적란운 그라피티         | PSP 게임 「하츠네 미쿠 Project DIVA- extend」이미지 송 | 하츠네 미쿠 |
| 여길 봐 Baby            | PSP 게임 「하츠네 미쿠 Project DIVA- 2nd」이미지 송    | 하츠네 미쿠 |
| ODDS&ENDS               | PSVita 게임 「하츠네 미쿠 Project DIVA- f」오프닝 테마 | 하츠네 미쿠 |
| 네가 모르는 이야기      | TV애니메이션 「괴물 이야기」엔딩 테마                  | nagi        |
| LOVE & ROLL             | 애니메이션 영화 「센코롤」주제가                       | nagi        |
| One day                 | OVA 「블랙★록 슈터」극반곡                             | nagi        |
| 물거품 불꽃             | TV애니메이션 「나루토 질풍전」엔딩 테마                | nagi        |
| 별이 반짝이는 이런 밤에 | PC게임 「마법사의 밤」엔딩 테마                        | nagi        |
| 히어로                  | 슈우에이샤 영 점프 증간 「아오하루」테마 송            | nagi        |
| My Dearest              | TV애니메이션 「길티 크라운」전기 오프닝 테마           | 코에다      |
| 고백                    | TV애니메이션 「길티 크라운」후기 엔딩 테마             | 코에다      |
| 우리들의 발자국         | TV애니메이션 「블랙★록 슈터」엔딩 테마                 | 코에다      |
| 은색 비행선             | 애니메이션 영화 「표적이 된 학원」오프닝 테마          | 코에다      |
| The Bravery             | TV애니메이션 「마기」엔딩 테마                         | 코에다      |
| 박수갈채가합            | TV애니메이션 「칼 이야기」(노이타미나 판) 오프닝 테마  | 코에다      |
| Yeah Oh Ahhh Oh!        | 학교 법인 모드 학원 「전문학교 HAL」CM송               | 코에다      |

### 내용주
1. ↑  기본적으로는 전자로 VOCALOID 악곡만 후자.
2. ↑  nagi는 2012년에 야나기나기로 솔로 데뷔.
3. ↑  ryo 명의의 프로듀스.
4. ↑  ryo 명의의 악곡 제공.

### 참조주
1. 1 2  “supercell, 새 가수는 후쿠오카 출신 15세의 신성 코에다”. 나탈리. 2011년 9월 9일. 2011년 9월 10일에 확인함.
2. ↑  “하츠네 미쿠가 오리지날 곡을 노래해 주었어 「멜트」”. 《니코니코 동화》. 니완고. 2007년 12월 7일. 2013년 7월 20일에 확인함.
3. 1 2 3  “보컬로P성공담　Vol.1　「supercell/ryo」”. 《보컬로P삶》 (학연 홀딩스) (2011년 10월 14일 号): 27–32. 2011년 8월 31일. 다음 글자 무시됨: ‘和書’ (도움말)
4. 1 2  “2008년 최대의 히트작품이, 결국 CD화”. 《BARKS》 (ITmedia). 2009년 1월 4일. 2011년 9월 10일에 확인함.
5. 1 2 3 4 5 6 7  “『유행하는 물건 조사대 제 54회 화제의 넷 스타 PART2』 PAGE:2 - RANKING NEWS” (일본어). 2008년 8월 5일. 2010년 9월 10일에 확인함.
6. ↑  “하츠네 미쿠가 오리지날 곡을 노래해 주었어「사랑은 전쟁」”. 《니코니코 동화》. 니완고. 2008년 2월 22일. 2013년 7월 20일에 확인함.
7. ↑  “하츠네 미쿠가 오리지날 곡을 노래해 주었어「월드 이즈 마인」”. 《니코니코 동화》. 니완고. 2013년 7월 20일에 확인함.
8. ↑  “하츠네 미쿠가 오리지날 곡을 노래해 주었어「블랙★록 슈터」”. 《니코니코 동화》. 니완고. 2008년 6월 13일. 2013년 7월 20일에 확인함.
9. ↑  supercell “supercell feat.하츠네 미쿠 :: 1st Album "supercell" Special WEB - About supercell” |url= 값 확인 필요 (도움말) (일본어). 2009년 3월 6일에 확인함.
10. 1 2 3  ryo (2008년 12월 25일). “supercell web - supercell” (일본어). 2009년 3월 7일에 원본 문서에서 보존된 문서. 2009년 3월 6일에 확인함.
11. ↑  “『유행하는 물건 조사대 제 54회 화제의 넷 스타 PART2』 PAGE:1 - RANKING NEWS” (일본어). 2008년 8월 5일. 2009년 3월 6일에 확인함.
12. ↑  “about supercell에 관해 | supercell Official Web” (일본어). 2009년 8월 15일. 2009년 8월 15일에 확인함.